# Roca del Mig
La Roca del Mig és una muntanya de 2.389 metres que es troba al municipi de Cava, a la comarca de l'Alt Urgell.